# Diocèse de Brooklyn
Le diocèse de Brooklyn (Dioecesis Bruklyniensis) est un siège de l'Église catholique situé dans l'État de New York aux États-Unis. Il comprend les quartiers de Brooklyn et du Queens de la ville de New York. Le diocèse est suffragant de l'archidiocèse de New York. En 2012, il comptait 1 567 000 baptisés pour 4 882 000 habitants.

## Territoire

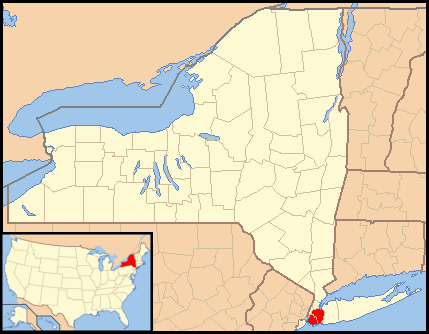
Localisation du diocèse.

Le diocèse est un des rares diocèses des États-Unis à être constitué uniquement d'un territoire urbain. Son siège est à la cathédrale Saint-Jacques de Brooklyn (en) ; le diocèse comprend aussi la cocathédrale Saint-Joseph située à Prospect Heights, dont la capacité d'accueil est plus importante que la cathédrale. C'est ce qui explique qu'elle ait été élevée au rang de cocathédrale par Benoît XVI en 2013 afin d'accueillir plus de monde pour les grandes cérémonies.
Son territoire s'étend sur 467 km² ; il est subdivisé en 176 paroisses (2022).

## Histoire
Le diocèse est érigé en 1853 recevant son territoire de l'archidiocèse de New York, à une époque où Brooklyn était encore une ville séparée de New York. Il comprenait au départ tout Long Island, mais depuis 1957 les comtés de Nassau et de Suffolk ont été intégrés au diocèse de Rockville Centre.
Le 2 mai 2012, Benoît XVI a nommé deux prêtres du diocèse comme évêques auxiliaires de Brooklyn,.

## Ordinaires
- 19 juin 1853-† 29 décembre 1891 : John Loughlin

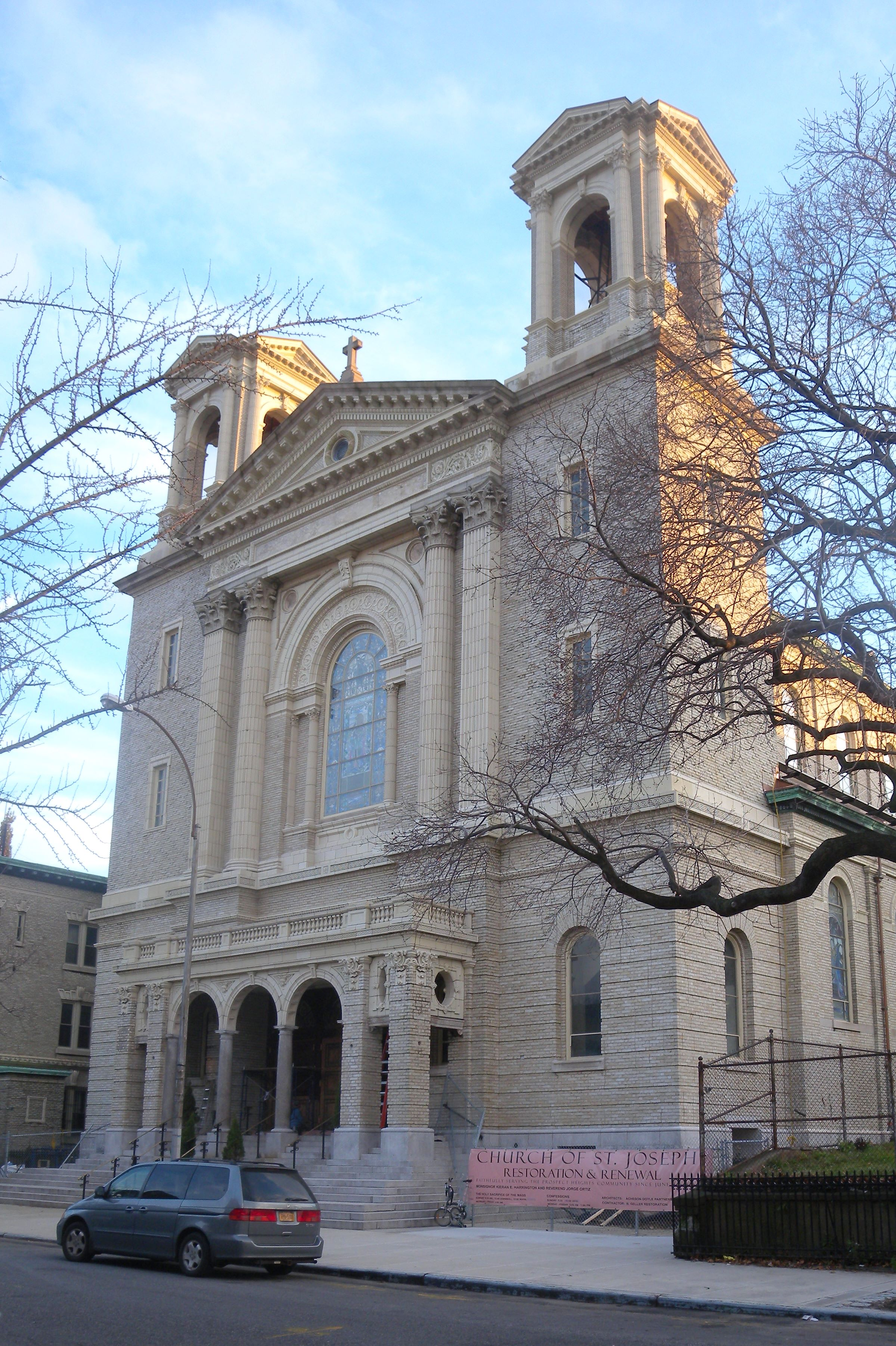
Façade de la cocathédrale Saint-Joseph.

- 11 mars 1892-† 8 août 1921 : Charles McDonnell (Charles Edward McDonnell)
- 21 novembre 1921-† 26 novembre 1956 : Thomas Ier Molloy (Thomas Edmund Molloy), archevêque à titre personnel (1951–1956)
- 16 avril 1957-17 juillet 1968 : Bryan McEntegart (Bryan Joseph McEntegart), archevêque à titre personnel (1966–1968)
- 15 juillet 1968-20 février 1990 : Francis Mugavero (Francis John Mugavero)
- 20 février 1990-1er août 2003 : Thomas II Daily (Thomas Vose Daily)
- 1er août 2003-29 septembre 2021 : Nicholas DiMarzio (Nicholas Anthony DiMarzio)
- depuis le 29 septembre 2021 : Robert John Brennan (en)

## Statistiques
- En 1950, le diocèse comptait 1 249 197 baptisés pour 4 600 022 habitants (27,2 %) 1 428 prêtres dont 1 145 diocésains et 283 réguliers, 613 religieux et 5 150 religieuses dans 307 paroisses.
- En 1976, le diocèse comptait 1.210.185 baptisés pour 4 589 186 habitants (26,4 %) 1 318 prêtres dont 1 067 diocésains et 251 réguliers,	2 diacres permanents, 610 religieux et 2 686 religieuses dans 224 paroisses.
- En 2000, le diocèse comptait 1 637 999 baptisés pour 4 266 795 habitants (38,4 %) 880 prêtres dont 660 diocésains et 220 réguliers, 171 diacres permanents, 419 religieux et 1 294 religieuses dans 217 paroisses.
- En 2012, le diocèse comptait 1 567 000 baptisés pour 4 882 000 habitants (32,1 %) 689 prêtres dont 524 diocésains et 165 réguliers, 214 diacres permanents, 299 religieux et 872 religieuses dans 188 paroisses[5].

## Source
- Cet article est partiellement ou en totalité issu de l'article intitulé « Liste des évêques de Brooklyn » (voir la liste des auteurs).